# San Salvatore Monferrato
San Salvatore Monferrato (piemontiul: San Salvator vagy San Salvador) település Olaszországban, Piemont régióban, Alessandria megyében. Lakosainak száma 3998 fő (2023. január 1.). San Salvatore Monferrato Alessandria, Lu e Cuccaro Monferrato, Mirabello Monferrato, Quargnento, Valenza és Castelletto Monferrato községekkel határos.

## Népesség
A település lakossága az elmúlt években az alábbi módon változott:
| Lakosok száma | 4256 | 4247 | 3998 |
|               | 2017 | 2018 | 2023 |